# Luftseilbahn Jerusalem
Die Luftseilbahn Jerusalem ist ein projektiertes Nahverkehrsmittel, das einen neuen Zugang zur Jerusalemer Altstadt und zur Klagemauer schaffen soll. Die Seilbahn sollte 2021 in Betrieb gehen, die Eröffnung und der Bau stehen aufgrund von Protesten allerdings noch aus.

## Geografische Lage
Die geplante Strecke soll in der Nähe des historischen, ersten Bahnhofs von Jerusalem beginnen, eine Mittelstation auf dem Zionsberg erhalten und dann weiter zum Dungtor, dem Hauptzugang zur Klagemauer, fahren. Die Trasse verliefe direkt vor dem südöstlichen Abschnitt der Stadtmauer von Jerusalem, ohne die Altstadt oder deren Stadtmauer zu queren, um unmittelbar davor enden. Abgesehen von der Talstation liegt der Rest der Strecke überwiegend in Ostjerusalem, das formal nach internationaler Betrachtung besetztes Gebiet ist.
Stationen
Die Tabelle enthält die zurzeit diskutierten Standorte, eine genaue Planung liegt noch nicht vor:
| Station             | Ort                                                        | Lage                         |
| ------------------- | ---------------------------------------------------------- | ---------------------------- |
| Talstation          | Alter Bahnhof Jerusalem („First Station“)                  | 31° 46′ 1″ N, 35° 13′ 29″ O  |
| Betriebsstation     | Abu Tor                                                    | 31° 45′ 49″ N, 35° 13′ 58″ O |
| Erste Mittelstation | Kedem Besucherzentrum (Davidsstadt, archäologische Stätte) | 31° 46′ 18″ N, 35° 14′ 6″ O  |
| Bergstation         | Berg Zion                                                  | 31° 46′ 18″ N, 35° 13′ 43″ O |

## Ziele
Das Projekt wird vornehmlich von der Jerusalemer Stadtverwaltung, deren früheren Bürgermeister Nir Barkat und seinem Nachfolger, Mosche Lion, sowie dem israelischen Tourismusminister, Yariv Levin, betrieben. Die Befürworter des Projekts argumentieren, dass damit der Zugang zur Jerusalemer Altstadt und zur Klagemauer verbessert wird, die bestehenden Verkehrsverbindungen entlastet werden und die Fahrt mit einer Luftseilbahn schneller und angenehmer ist, als mit Pkw, Bus oder zu Fuß durch die engen Gassen der Altstadt, wo es keine Parkmöglichkeiten und kaum Öffentlichen Personennahverkehr gibt.

## Konflikte
Die Gegner des Projekts sehen es vor allem als politische Maßnahme, Ostjerusalem enger an Israel anzubinden und den rechtlichen Status des „besetzten Gebietes“, das von Israel einseitig annektiert wurde, weiter zu schwächen. Darüber hinaus gibt es denkmalschützerische Bedenken wegen der Nähe zur Jerusalemer Altstadt.
Daraus ergeben sich eine Reihe von Konflikten:
- Die vorgesehene Streckenführung überquert die Grenze zwischen West- und Ostjerusalem, die Bahn würde auch über ostjerusalemer Territorium führen und den israelischen Anspruch auf Ostjerusalem stärken. Die Bergstation soll in einem Gebäudekomplex untergebracht werden, der der rechtsgerichteten Siedlergruppe „Elad“ gehört, die dort ihre Sicht auf die Geschichte von Jerusalem präsentieren möchte.[4]
- die Trasse verliefe unmittelbar vor der historischen Stadtmauer. Das könnte den Umgebungsschutz für die Ansicht der historischen Altstadt, ein UNESCO-Welterbe[5], beeinträchtigen.[4]
- die betroffenen Anwohner, die eine Verletzung ihrer Privatsphäre fürchten, wurden aus dem Planungsprozess ausgeschlossen, indem das Projekt per Gesetz zu einem national bedeutenden Infrastrukturprojekt erklärt wurde.[2]
- Die Karäische Gemeinde hat gegen den Bau der Bahn geklagt, weil sie deren Friedhof überqueren soll, was gegen religiöse Vorschriften verstoße. In einem Rechtsstreit vor dem High Court von Israel unterlag die Karäische Gemeinde.[6]
- Die Kustodie des Heiligen Landes, die Ordensprovinz der Franziskaner im Heiligen Land, hat ebenfalls beim High Court von Israel eine „Petition“ eingereicht, weil die Bauausführung der Seilbahn gegen eine Zusage der Stadt verstoße, die Bahn nicht über ihren Friedhof zu führen.[7]

In der Zivilgesellschaft gibt es erheblichen Widerstand gegen das Projekt. Dagegen haben sich eine Reihe Prominenter, darunter die Architekten Daniel Libeskind, Ron Arad, Moshe Safdie und Santiago Calatrava, der Archäologe Meir Ben-Dov, die Israelische Vereinigung der Stadtplaner, Moreschet Derech (einer der beiden Verbände der Stadtführer in Jerusalem), die Gesellschaft für den Erhalt historischer israelischer Stätten, die Gesellschaft für Naturschutz in Israel und eine Reihe weiterer Verbände ausgesprochen.
Befürwortet wird das Projekt vom Verband der Israelischen Fremdenführer.
Suez Environnement hat es aus politischen Gründen abgelehnt, sich an dem Projekt zu beteiligen.

## Umsetzung
Mittel für die Planung in Höhe von 3,6 Mio. Euro wurden bereitgestellt. Die Baukosten werden mit etwa 50 Mio. Euro veranschlagt. Das Projekt ist als touristisch wichtig eingestuft, was es nach einer Änderung des Planungsgesetzes 2016 ermöglicht, die lokalen und regionalen Planungsverfahren zu umgehen und die Planfeststellung durch das nationale Planungskomitee vornehmen zu lassen, das dem israelischen Finanzministerium zugeordnet ist, was das Verfahren erheblich beschleunigt. Eine Inbetriebnahme wird bereits für 2021 anvisiert. Die Frist, Einwendungen gegen die Planung zu erheben, lief am 3. April 2019 ab. Am 3. Juni 2019 hat die nationale Infrastrukturkommission dem Projekt zugestimmt.
Im Sommer 2020 befand sich das Projekt vor dem Obersten Gerichtshof, der darüber in seiner Funktion als High Court in einem Normenkontrollverfahren zu entscheiden hat. Er verlangte von der Regierung einen faktengestützten Nachweis darüber, dass das Projekt den Tourismus im Bereich der Altstadt fördere.
Ebenfalls im Sommer 2020 stellten Politiker aus Kreisen des ultraorthodoxen Judentums im Stadtrat von Jerusalem fest, dass die Seilbahn auch über einen Friedhof führen würde. Da das nach ihrer Vorstellungen gegen religiöse Reinheitsgebote verstößt (Kohanim dürften die Seilbahn dann nicht nutzen), wandten auch sie sich gegen das Projekt. Da sie in Jerusalem eine starke politische Kraft darstellen und die Stadt Jerusalem die für den Bau erforderlichen Enteignungsverfahren durchführen müsste, brachte das auch von dieser Seite das Projekt ins Wanken.
Gleichwohl soll mit dem Bau begonnen werden.
Nach dem Regierungswechsel im Juni 2021 hat die Position des Verkehrsministeriums gewechselt, das sich nun auch gegen das Projekt aussprach. Die Regierung insgesamt aber stand weiter hinter dem Projekt. Ende 2021 befand sich das Projekt vor dem High Court of Justice.
2023 fanden erste Bauarbeiten im Ortsteil Abu Tor statt, wo die Abstellanlage für die Kabinen errichtet werden soll: 20 größere Bäume wurden ausgegraben, um an anderer Stelle wieder gepflanzt zu werden und die Denkmalbehörde (Israel Antiquities Authority) bereitete eine archäologische Untersuchung des Geländes vor.

## Technik
Geplant ist eine Gondelbahn. Die Streckenlänge beträgt 1400 m. Die Strecke soll über 15 Masten führen, die zwischen 15 und 26 m hoch sein werden. 73 Gondeln, die jeweils 10 Fahrgäste befördern können,  sollen gleichzeitig verkehren. Dies ermöglichte eine Kapazität von 3.000 Reisenden pro Stunde. Die Fahrzeit soll 3,5 Minuten betragen, der Betrieb am Sabbat aber ruhen. Die reine Bauzeit wird auf 18 Monate bis zwei Jahre veranschlagt. Im Mai 2017 wurde das Projekt genehmigt. Wie in Israel üblich, soll der Verkehr am Sabbat (Freitagabend bis Samstagabend) ruhen.